# パラプゾシア・ブラディー
パラプゾシア・ブラディー（学名：Parapuzosia bradyi）は、殻の直径が1.4から1.8mを超える巨大なアンモナイトの種。本種は北米最大のアンモナイトの種であった。殻は中程度の伸開線状で、側面は平らである。内側の渦はやや楕円形で、目立つ肋があった。本種は、イーグル砂岩とコーディ頁岩（ともに後期白亜紀）の上層からのみ知られている。